# 省璜镇
省璜镇是中国福建省福州市闽清县下辖的一个镇。

## 行政区划
省璜镇共辖1个居委会、26个行政村，分别是：
合龙社区、省璜村、下坂村、山边村、建功村、和平村、上云村、王洋村、官洋村、太源村、炉前村、横溪村、谷洋村、谷口村、佳垄村、凤池村、前峰村、玉水村、岭里村、三新村、塘下村、良寨村、际峰村、柴岭村、省汾村、洋里村和璜兰村。

## 特产
茶口粉干：中国地理标志产品）。